# Nativity In Black: A Tribute To Black Sabbath
A Nativity in Black kettő Black Sabbath tributelemez nevét viseli. Az első 1994-ben, a második 2000-ben jelent meg. Az albumon különböző előadók Sabbath feldolgozásai találhatók. Az album az „N.I.B.” nevű Sabbath dalról kapta a nevét. Bill másik neve Nib volt, mert a szakálla úgy nézett ki, mint egy tollhegy. Ebből ered a dal címe.

## Nativity in Black
1. "After Forever" - Biohazard
2. "Children of The Grave" - White Zombie
3. "Paranoid" - Megadeth
4. "Supernaut" - 100 Homo DJs & Al Jourgensen
5. "Iron Man" - Ozzy Osbourne & Therapy?
6. "Lord of This World" - Corrosion of Conformity
7. "Sympton the Universe" - Sepultura
8. "The Wizard" - Bullring Brummies
9. "Sabbath Bloody Sabbath" - Bruce Dickinson & Godspeed
10. "N.I.B." - Ugly Kid Joe
11. "War Pigs" - Faith No More
12. "Black Sabbath" - Type O Negative
13. "Solitude" - Cathedral*

- Csak az európai kiadáson jelent meg.

## Nativity in Black II
1. "Sweet Leaf" - Godsmack
2. "Hole In The Sky" - Machine Head
3. "Behind the Wall of Sleep" - Static-X
4. "Never Say Die!" - Megadeth
5. "Snowblind" - System of a Down
6. "Electric Funeral" - Pantera
7. "N.I.B." - Primus & Ozzy Osbourne
8. "Hand of Doom" - Slayer
9. "Under the Sun" - Soulfly
10. "Sabbra Cadabra" - Hed PE
11. "Into the Void" - Monster Magnet
12. "Iron Man" - Busta Rhymes